# Giacomo Rospigliosi
Giacomo Rospigliosi (né en 1628 à Pistoia en Toscane, et mort le 2 février 1684 à Rome) est un cardinal italien du XVIIe siècle. Il est le neveu du pape Clément IX, le frère du cardinal Felice Rospigliosi (1673), le cousin du cardinal Carlo Agostino Fabroni (1706) et l'oncle du cardinal Antonio Banchieri (1726).

## Biographie
Giacomo Rospigliosi exerce des fonctions au sein de la curie romaine notamment comme référendaire au tribunal suprême de la Signature apostolique et comme protonotaire apostolique.
Le pape Clément IX le crée cardinal lors du consistoire du 12 décembre 1667. Le cardinal Rospigliosi est préfet du tribunal suprême de la Signature apostolique, gouverneur de Fermo, gouverneur de Tivoli et de territoire de Capranica, légat à Avignon et abbé de Nonantola.
Rospigliosi participe au conclave de 1669-1670 (élection de Clément X) et au conclave de 1676 (élection d'Innocent XI). En 1680-1681 il est camerlingue du Sacré Collège.

### Sources
- (en) Biographie du cardinal sur le site fiu.edu